# Lenguas de Oceanía
Los idiomas de Oceanía no forman un grupo coherente de lenguas sino que su alta diversidad corresponde a las distintas migraciones humanas que poblaron ese continente. El estrato más reciente está formado básicamente por las lenguas austronesias del grupo oceánico, que parecen formar un grupo filogéntico bien establecido dentro de los idiomas austronesios más relevantes. Sin embargo, los pueblos que dieron lugar a los idiomas oceánicos claramente llegaron con posterioridad a otros pueblos que hablaban lenguas no relacionadas con estas.
Además de los idiomas autóctonos ya mencionados, en Oceanía se hablan lenguas alóctonas de origen colonial como el inglés que de hecho es el idioma con mayor número de hablantes. El francés es el tercer idioma (por detrás del tok pisin), con un número cercano al hindi de Fiyi, que es debido a la gran inmigración desde India a Fiyi. Otros idiomas alóctonos con una presencia menor son el portugués en Timor Oriental, el japonés en las islas Bonin y Palaos y el español en isla de Pascua y archipiélago Juan Fernández.
Además existen algunos criollos, formados por la influencia del malayo o las lenguas coloniales sobre lenguas indígenas; entre estas lenguas se encuentran el tok pisin, el bislama, el chabacano y varios criollos malayos, además del pidgin hawaiano y el norfuk-pitkern, y también el idioma criollo de base alemana, Unserdeutsch.

## Clasificación

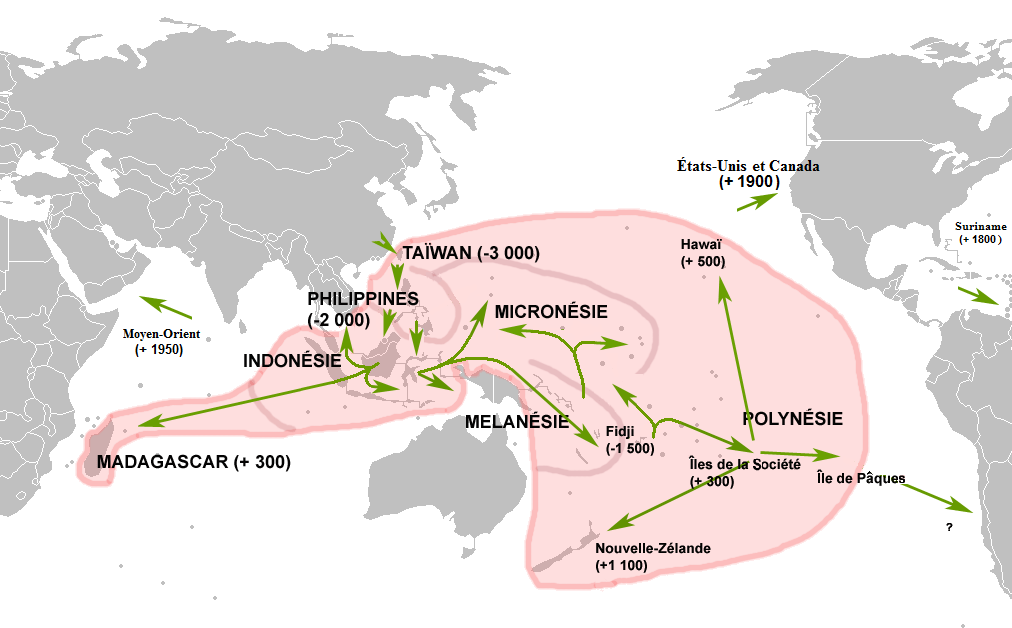
Rutas de migración de los pueblos austronesios que acabaron poblando los rincones más remotos de Oceanía.

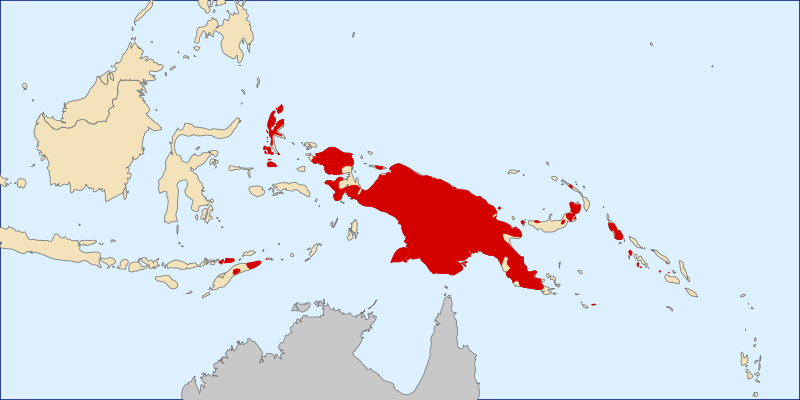
En rojo las zonas donde existen actualmente lenguas de origen no austronesio fuera de Australia y Tasmania, colectivamente denominadas lenguas papúes, habladas en Papúa, Papúa Nueva Guinea, Indonesia, Timor Oriental e Islas Salomón, y en el pasado también posiblemente Vanuatu y otras islas del Pacífico colonizadas posteriormente por malayo-polinesios oceánicos.

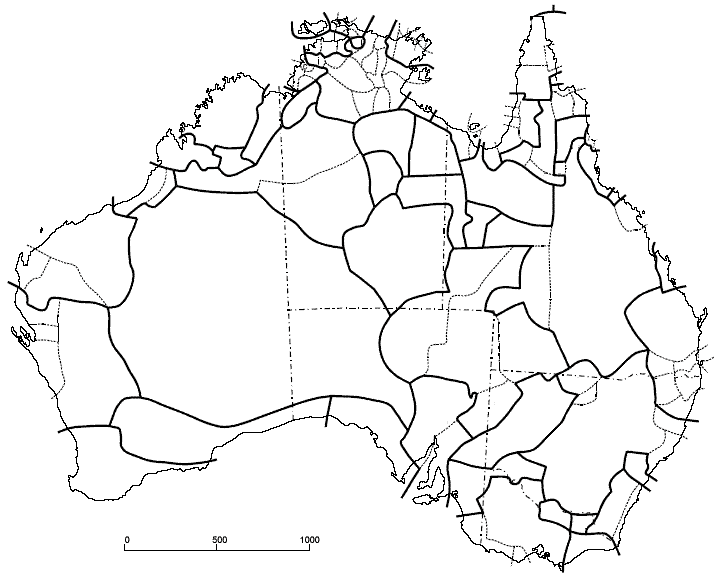
División en familias y áreas lingüísticas de acuerdo con la conservadora clasificación de Dixon (2002).

Paradójicamente Oceanía a pesar de su pequeña población y menor extensión que otros continentes es uno de los continentes donde han existido mayor número de lenguas, sobrepasando las 2000. Sin duda, la fragmentación del territorio y la simplicidad material de muchas de las culturas del continente supuso una gran fragmentación cultural y lingüística, y la inexistencia de grandes imperios centralizados en la región como sucedió especialmente en Europa y Asia, no dio lugar a grandes áreas centralizadas cultural y lingüísticamente. Usando grandes bloques lingüísticos las lenguas autóctonas de Oceanía se clasifican en:
- Lenguas oceánicas que son una rama de las lenguas malayo-polinesias centro-orientales, que a su vez son lenguas austronesias. Su expansión por casi toda Oceanía central y oriental empezó durante el II milenio a. C., pero la mayor parte de esta expansión se produjo durante el I milenio a. C. y el I milenio d. C. Las fases de esta expansión se conocen relativamente bien tanto a partir de evidencias arqueológicas como filogenético-lingüísticas.
- Lenguas pre-oceánicas, divididas por conveniencia en tres grupos no filogenéticos:
  - Lenguas papúes, estas lenguas no forman un grupo filogenético o familia lingüística establecida, más bien agrupa a todos los idiomas que no parecen emparentados con los de Australia (incluido Tasmania) y que cronológicamente se remontan a poblaciones pre-oceánicas. No existe consenso sobre la clasificación filogenética de estos idiomas, muchos de ellos poco documentados, y que además suponen un conjunto de más de 900 lenguas.
  - Lenguas aborígenes de Australia, las lenguas aborígenes de Australia documentadas superan las 250. Tampoco forman una familia lingüística establecida sino que están formadas por numerosas familias cuya relación filogenética última no es segura (algunos autores proponen que posiblemente exista una relación filogenética entre estos idiomas, pero no existe evidencia lingüística para afirmarlo más detalladamente).
  - Lenguas de Tasmania, las lenguas de Tasmania constituyen un grupo de idiomas muy pobremente documentados. Si bien en un tiempo se pensó que podían estar relacionadas con algún idioma australiano parece existir una gran diferencia lingüística y cultural entre las poblaciones australianas y las tasmanas. Por lo que provisionalmente se consideran un grupo aparte de lenguas. Es posible que las lenguas tasmanas cuyo número se sitúa entre 8 a 10 sí formaran una familia lingüística, pero la escasez de la documentación existente no permite afirmarlo con seguridad.

Joseph Greenberg propuso que estas lenguas pre-oceánicas están relacionadas en una, macrofamilia indopacífica pero esta propuesta no ha tenido ninguna aceptación entre los especialistas, que la consideran poco verosímil.

## Lenguas alóctonas
A partir del siglo XVIII se hicieron especialmente frecuentes los viajes de exploración de europeos. Eso llevó a que durante el siglo XIX se diera un proceso de colonización europea del pacífico, especialmente a manos de los imperios: británico, francés, español, holandés y alemán, pero también hubo dominio político de potencias no europeas como el imperio japonés y los Estados Unidos. Como resultado de esos procesos de colonización y dominación político-militar en Oceanía, los idiomas de origen europeo tienen un mayor número de hablantes que las lenguas vernáculas. Específicamente las lenguas alóctonas principales son:
- el inglés hablado en Australia, Nueva Zelanda, Hawái, y muchos otros territorios.
- el francés hablado en Nueva Caledonia, Vanuatu, Wallis y Futuna, así como en la Polinesia francesa.
- el hindi, hablado por cerca de medio millón de personas en Fiyi.
- el japonés hablado en las islas Ogasawara y Hawái.
- el español hablado en la isla de Pascua y el archipiélago Juan Fernández, posesiones de Chile.

Igualmente se habla un número importante de "pidgins", que en realidad son ahora lenguas criollas como el tok pisin de Papúa-Nueva Guinea, el pijin de las islas Salomón, el pidgin hawaiano o el bislama de Vanuatu.